# Orthemis anthracina
Orthemis anthracina là loài chuồn chuồn trong họ Libellulidae. Loài này được De Marmels mô tả khoa học đầu tiên năm 1989.